# Ralf
A Ralf férfinév a germán Radwulf, Radulf, Radolf nevek angol eredetű rövidülése. A jelentése (isteni) tanács, döntés + farkas.

## Rokon nevek
- Raul:[1] a germán Radolf névből származó francia Raoul névből származik.[2]

## Idegen nyelvi változatai
- Ralph (angol)
- Rauol (francia)
- Raúl (spanyol)

## Gyakorisága
Az 1990-es években a Ralf és a Raul szórványos név, a 2000-es években nem szerepelnek a 100 leggyakoribb férfinév között.

## Névnapok
Ralf
- április 17.[2]
- június 21.[2]
- november 7.[2]

Raul
- április 17.[2]
- november 7.[2]

## Híres Ralfok, Raoulok, Raulok, Raúlok, Rolfok
- Raoul Bova olasz színész
- Raúl Castro kubai forradalmár, politikus, miniszterelnök
- Raoul Dufy francia festő
- Ralf Schumacher - német autóversenyző
- Ralph Waldo Emerson amerikai esszéíró, költő
- Ralph Steinman kanadai immunológus
- Ralph Vaughan Williams angol zeneszerző
- Raoul Wallenberg
- Raúl Juliá Golden Globe-díjas Puertó Ricó-i színész
- Ralf Hütter német zenész, Kraftwerk együttes
- Ralph Fiennes angol színész